# Gossip Girl – A pletykafészek
Gossip Girl – A pletykafészek (eredeti cím: Gossip Girl) 2007-ben indult amerikai ifjúsági drámasorozat, amely Cecily von Ziegesar Bad Girl (eredeti címén Gossip Girl) című könyvsorozata alapján készült. A sorozatot Josh Schwartz és Stephanie Savage alkották meg és a The CW csatornán sugározták hat évadon át, 2007. szeptember 19-től 2012 december 17-ig. Magyarországon először a Cool TV-n került adásba, a sorozatpremier 2008. december 28-án volt.
A sorozat a Manhattan Upper East Side gazdag, felső osztálybeli tizenéveseinek életét mutatja be egy Pletykacica nevű blogger (eredeti hangja Kristen Bell) narrációjában. Fontosabb szerepekben Blake Lively, Leighton Meester, Ed Westwick, Penn Badgley, Chace Crawford, Taylor Momsen, Jessica Szohr, Kelly Rutherford és Matthew Settle látható.
A Gossip Girl sikere az Egyesült Államokon kívüli feldolgozásokhoz vezetett. A sorozatot számtalan díjra jelölték, 18 Teen Choice Award-ot is nyert. A The CW hivatalosan berendelte A pletykafészket egy hatodik és egyben utolsó évadra 2012. május 11-én. Az utolsó évad, amely 10 részből állt, 2012. október 8-án indult, és 2012. december 17-én ért véget.
2021. július 8-án debütált folytatása, a Gossip Girl – Az új pletykafészek a HBO Max-on, Kristen Bell narrációjával, de új szereplőgárdával.

## Bevezető
A sorozatot a mindentudó blogger, „Pletykacica” (eredetileg: Gossip Girl) narrálja (eredeti hangja Kristen Bell). A történet a Manhattan Upper East Side-ján élő felső osztálybeli kamaszok fiktív életét követi nyomon.
A sorozat Serena van der Woodsen (Blake Lively) visszatérésével kezdődik, rejtélyes távolléte után. Pletykacica felfedi, hogy Serena egy bentlakásos iskolában volt Cornwallban, Connecticutban, de nem mindenki várja őt tárt karokkal. Blair Waldorf (Leighton Meester), aki a készítők szerint „a királynő a sakkjátékuk közepén”, vezéregyéniség a Constance Saint Jude lányiskola szociális életében. Ezen kívül Serena gyermekkori legjobb barátnője, és alkalmi riválisa is egyben.
A történet többi főszereplője egy brooklyni ösztöndíjas diák, Dan Humphrey (Penn Badgley), aki saját magát is „kívülállónak” írja le. Blair első szerelme, az aranyifjú Nate Archibald (Chace Crawford) és a látszólag rosszfiú Chuck Bass (Ed Westwick), gazdag apja örököse, aki maga is tagja „Manhattan elitjének” és „a sakkjátékuk királya”. Egyéb szereplők közé tartozik Vanessa Abrams (Jessica Szohr), Dan gyermekkori legjobb barátja; Jenny Humphrey (Taylor Momsen), Dan kamaszkorú húga; Lily van der Woodsen (Kelly Rutherford), Serena örökösnő édesanyja; Rufus Humphrey (Matthew Settle), a Lincoln Hawk '90-es évekbeli banda egykori frontembere, Lily régi szerelme, Dan és Jenny apukája és elsődleges gondviselője; Dorota (Zuzanna Szadkowski), aki Blair kiskora óta otthonának házvezetőnője és Bart Bass (Robert John Burke), Chuck apja, az udvariatlan, vagyonos Upper East Side-i üzletember.

## Szereplők

### Főszereplők
- Pletykacica / Gossip Girl – Kristen Bell (magyar hangja Mahó Andrea)

A sorozat soha sem látható elbeszélője. A történéseket hangkommentárokkal kíséri, melyeket aztán megír blogjában, amit az Upper East Side összes fiktív, fiatal lakója olvas. Egyszer majdnem fény derül személyazonosságára, annyit tudni róla, hogy hogy az elit suliba jár a többiekkel és a fősulira is követi a „bandát”. A sorozat utolsó részében kiderül, ki is volt Gossip Girl.
- Serena van der Woodsen – Blake Lively (magyar hangja Nemes Takách Kata)

A lányiskola egyik legnépszerűbb diákja. Anyjával, Lilyvel és öccsével, Erickel a Palace Hotel egyik lakosztályában lakik Manhattanben. Az öccsével nagyon szoros kapcsolatban áll. Gyerekkora óta Blair Waldorf a legjobb barátnője, bár az ő kapcsolatuk sem felhőtlen. Serena egy szó nélkül hagyja ott és megy el egy bentlakásos iskolába. Miután visszatér, felhagy a durva bulizással és pasizással. Az első évad végén megjelenik régi barátnője, Georgina Sparks. Ekkor fény derül Serena „sötét titkára”, erre rámegy a kapcsolata is Dan Humphrey-val.
Serenának rengeteg férfival volt kapcsolata, ám egyik sem tartott sokáig. Többek között összejön Aaronnal, Blair mostohatestvérével, Nate unokatestvérével, Trippel, és Nate-tel, akivel a kapcsolata Dan Humprey miatt megy tönkre.
- Blair Waldorf – Leighton Meester (magyar hangja Molnár Ilona)

A felső tízezerbe született. Ő Serena örök barátja, szintén a Constance Billard lányiskolába jár. Célja bekerülni a Yale Egyetem-re. Anyja, Eleanor híres divattervező, apja, Harold ügyvéd, aki elutazik és kiderül róla, hogy meleg. A lány nehezen fogadja el ezt a tényt, főleg a szokásos családi hagyományok hiánya kavarja fel életét. Blairnek nem esett jól, hogy Serena szó nélkül eltűnt az 1. évadban, mert nem volt senki, akivel megoszthatta volna fájdalmát, miszerint apja elhagyta az anyját egy másik férfiért. Mikor barátja, Nate bevallja neki, hogy lefeküdt Serenával, kitör a háború köztük, de idővel kibékülnek.
Blair Yale-lel kapcsolatos álmait szabotálja egy tanár, így végül a New York Egyetemre sikerül bejutnia, ahol szembe kell néznie azzal, hogy nem ő a királynő. Chuckkal való viszonya végül sok bonyodalom árán kapcsolattá alakul, ám a harmadik évad végén minden tönkremegy. A fiú épp meg akarja kérni Blair kezét, amikor kiderül: Chuck Jennyvel csalta meg a lányt. Blair ekkor szakít vele. Az 5. évadban feleségül megy Grimaldi herceghez, de a házasság nem tart sokáig. A vártakkal ellentétben nem Chuckhoz, hanem Danhez menekül.
- Chuck Bass – Ed Westwick (magyar hangja Molnár Levente)

Látszólag szexmániás egoista. Bart Bass egyetlen fia, annak halála után hatalmas vagyont örököl. Úgy tűnik, nincsenek problémái és könnyen tud manipulálni másokat. Rossz viszonyban volt az apjával, a második évadban az is kiderül, miért. Igazi örökifjú, bulizós, csajozós nagymenő, aki túl nagy hévvel éli az életet, folyton bajba keveredik és ezzel szeretteinek folyamatos fájdalmat okoz. Nagy szerelme Blair Waldorf, de kapcsolatuk csak a második évad végén teljesedhet be, addig játszanak egymással. A 3. évad közepén szakítanak, de aztán újra összejönnek.
Előkerül halottnak hitt anyja, akit némi bizonytalanság után bevon üzleti életébe, hoteljét ráíratja, bár a nő eljátssza Chuck bizalmát. Az 5. évad végén rájön, hogy apja él, majd Bart elveszi tőle mindazt, amit Chuck felépített.
- Dan Humphrey – Penn Badgley (magyar hangja Szvetlov Balázs)

Humoros és bájos, korához képest nagyon felnőttesen viselkedik, és ezzel sok jó pontot szerez Serenánál. Nem a felsőbb társadalmi rétegbe született és szülei pénztárcája nem is tarthat lépést az iskolatársaiéval, ezért nem tartozik közéjük. Serena viszont pont azért szereti, mert normális és természetes. Bár folyton fecseg és időnként rosszkor mond ki jó dolgokat, ezzel sokszor viszi rossz útra akaratlanul bajtársait.  Ő az, aki Jenny első szerelmét is leleplezi, hogy csak hazugság – ami igazából egy társadalmi belépő lett volna Jenny számára.
Minden lében kanál jellem, ami gyakran idegesít másokat. Amikor szakítanak Serenával, nem képes bevallani Vanessának igazi érzéseit, végül járni kezdenek, de sok megszokott dolgot kell legyűrjenek, hogy igazi párkapcsolat alakuljon ki köztük. Az 5. évadban kiadják a könyvét, ezzel nem kis zűrt okozva.
- Nate Archibald – Chace Crawford (magyar hangja Szabó Máté)

Serena és Blair között ingázott, mindkettőjükkel bizalmas kapcsolatot tartott fent. Még Jennyt is megcsókolta tévedésből egy álarcosbálon. Minden döntést apja hozott meg helyette: melyik egyetemre menjen, kit kellene feleségül vennie (Blairt). De Nate-nek egész más tervei és álmai voltak: járt egy ideig Vanessával is, végül Serena mellett köt ki. Ő játssza az igazi gáláns lovagot, aki számos alkalommal menti ki Jennyt a pácból, aki ezért bele is szeret.
- Jenny Humphrey – Taylor Momsen (magyar hangja Tamási Nikolett)

Dan 14 éves húga. Barátja Serena öccsének, Eric van der Woodsennek. Jenny hagyja, hogy Blair kihasználja őt, mert úgy gondolja, így az ő barátai közé tartozhat. Amikor ezt nem tűri tovább, háború tör ki köztük, de végül Jennynek megjön az esze, és leteszi a fegyvert.
A 2. évadban gyakornok lesz az Eleanor Waldorf Designnál. Sok problémája akad, ezért megpróbál egy saját márkát létrehozni. Nem akar iskolába járni, hogy több időt tölthessen munkájával, ebből adódóan sok nézeteltérése akad apjával. Végül beleolvad a „nagyok” világába és jól illeszkedik a Blair-féle csapatba. Végül Blair az utódjának nevezi ki, amikor Blair egyetemre megy. Miután lefekszik Chuckkal, Blair száműzi New Yorkból. A 4. évadban még visszatért, hogy tönkretegye Serena életét.
- Vanessa Abrams – Jessica Szohr (magyar hangja Bogdányi Titanilla)

Dan Humphrey gyerekkori barátja. Vermontból költözött vissza New Yorkba, ahol Ruby nevű nővérével lakik Williamsburgben, Brooklynban. Tehetséges filmes, a NYU egyetemen tanul tovább. Nem jár iskolába, otthon tanul és a Rufus galériájában lévő kávézóban dolgozik.
- Lily van der Woodsen / Lily Bass / Lily Humphrey – Kelly Rutherford (magyar hangja Vándor Éva)

Lily többször is elvált, és régebben nem sokat törődött gyermekeivel. Tinédzserkorában együtt járt Rufusszal. Később újra együtt lesznek, és előkerül „rég elveszett” közös gyerekük is.
- Rufus Humphrey – Matthew Settle (magyar hangja Széles Tamás)

Régen rocksztár volt. Nemrégen vált el a feleségétől, akitől két gyermeke is született. Kapcsolatukat újra akarták kezdeni, de Rufus régi szerelme miatt ez meghiúsult. Most galériája van Brooklynban. Mindkét gyerekét egy elit magániskolába küldte, hogy onnan később a legjobb egyetemekre mehessenek. Amikor fia összejön Serenával, fény derül a régi kapcsolatára Lilyvel. Lily volt élete nagy szerelme, és sok vívódás után végre újra egymásra találnak, de boldogságuk nem tart sokáig.

### Mellékszereplők
| Szereplő                         | Színész            | Magyar hang     | Leírás |
| -------------------------------- | ------------------ | --------------- | --- |
| Isabel Coates                    | Nicole Fiscella    | Czető Zsanett   | Blair barátnői. |
| Kati Farkas                      | Nan Zhang          | Mánya Zsófi     | Blair barátnői. |
| Kati Farkas                      | Nan Zhang          | Csifó Dorina    | Blair barátnői. |
| Hazel                            | Dreama Walker      | Csuha Borbála   | Blair barátnői. |
| Penelope                         | Amanda Setton      | Csuha Borbála   | Blair barátnői. |
| Nelly Yuki                       | Yin Chang          |                 | Blair riválisa, ő is a Yale-re szeretne bekerülni. |
| Dorota Kishlovsky                | Zuzanna Szadkowski | Grúber Zita     | Blair szobalánya, mindenben segít a lánynak. |
| Eleanor Waldorf-Rose             | Florencia Lozano   | Igó Éva         | Blair Waldorf divattervező anyja. Újraházasodott. |
| Eleanor Waldorf-Rose             | Margaret Colin     | Igó Éva         | Blair Waldorf divattervező anyja. Újraházasodott. |
| Eric van der Woodsen             | Connor Paolo       | Morvay Gábor    | Serena öccse, akit egy magánintézetbe küldtek öngyilkossági kísérlet miatt. Később kiderül róla, hogy homoszexuális. Igaz barát, mindig segítő öcs. |
| Carter Baizen                    | Sebastian Stan     | Pálmai Szabolcs | Nate és Chuck örök ellenfele, mindig valamiben sántikál. Később kis ideig Serena „nagy” szerelme. |
| William van der Bilt I           | James Naughton     |                 | Nate anyai nagyapja, roppant jól tudja irányítani a családját. Választási csalással vádolják, de ártatlannak bizonyul. |
| William "Tripp" van der Bilt III | Aaron Tveit        | Kováts Dániel   | Nate idősebb unokatestvére. Politikai karrierje van, házas. Későbbi évadban lesz igazán szerepe, ő is felkerül Serena szerelmi listájára, egészen addig, amíg egy csúnya autóbalesetben meg nem sérül Serenával együtt, majd Serenára fogja rá a balesetet. Nate rajta is segít és hősiesen kiáll Serena mellett egy hatalmas ökölcsapással. |
| Bartholomew "Bart" Bass          | Robert John Burke  | Bácskai János   | Chuck milliárdos vállalkozó apja, később Lily férje. Rideg, kegyetlen pénzmágnás, akit bosszant fia kicsapongó és elfecsérelt élete, ezért folyton leteremti őt. Miután meghal, fia folyamatosan bizonyítani akar halott apjának. |
| Howard " Kapitány" Archibald     | Sam Robards        | Láng Balázs     | Nate kissé munkamániás és nemtörődöm apja. Fia ellen fordul egy érdekes drogozás miatt és éppen ennek köszönheti az állítólagos sikkasztás miatti börtönbüntetést. |
| Jonathan Whitney                 | Matt Doyle         | Baráth István   | Eric (ex)barátja. |
| Vanya                            | Aaron Schwartz     | Joó Gábor       | Dorota szerelme, Lilyék portása. |

### Vendégszereplők
| Szereplő            | Színész               | Magyar hang    | Leírás |
| ------------------- | --------------------- | -------------- | --- |
| Alison Humphrey     | Susan Misner          | Spilák Klára   | Jenny és Dan Humphrey anyja. A Rufustól való válása óta Hudsonban él. |
| Harold Waldorf      | John Shea             |                | Blair Waldorf homoszexuális apja, Franciaországban él egy férfimodellel. |
| Roman               | William Abadie        |                | Harold Waldorf élettársa. |
| Celia "Cece" Rhodes | Caroline Lagerfelt    | Halász Aranka  | Serena nagyanyja. Serena nagyon büszke rá, és szereti, amíg meg nem próbálja elválasztani őt Dantől az 1. évadban. Kiderül az is, hogy régen ő szabotálta Lily és Rufus kapcsolatát. A 2. és 3. évadban már pozitívabb szereplő lesz. |
| Georgina Sparks     | Michelle Trachtenberg | Németh Borbála | Serena régi iskolai barátnője, aki rossz hatással van rá. Amikor Serena közli vele, hogy már nem akarja vele tartani a kapcsolatot, Georgina bosszúból elcsábítja Dant. A 2. évadban pálforduláson ment keresztül, egy vallási szektához tartozik, és mindenkiben a jót keresi. Az évad végén azonban lehull a lepel. A 3. évadban is visszatér, mint Blair szobatársa a NYU egyetemen. |
| Georgina Sparks     | Michelle Trachtenberg | Bognár Anna    | Serena régi iskolai barátnője, aki rossz hatással van rá. Amikor Serena közli vele, hogy már nem akarja vele tartani a kapcsolatot, Georgina bosszúból elcsábítja Dant. A 2. évadban pálforduláson ment keresztül, egy vallási szektához tartozik, és mindenkiben a jót keresi. Az évad végén azonban lehull a lepel. A 3. évadban is visszatér, mint Blair szobatársa a NYU egyetemen. |
| Lord Marcus         | Patrick Heusinger     | Előd Botond    | Blair arra használta, hogy Chuckot féltékennyé tegye, amíg nem derült ki, hogy egy igazi Lord. |
| Catherine Mason     | Mädchen Amick         | Orosz Anna     | Érett és vonzó nő. Nate Hamptonsban ismerte meg, viszonya volt vele. |
| Poppy Lifton        | Tamara Feldman        | Bertalan Ágnes | Híresség, spontán modell Eleanor divatbemutatóján. A 2. évadban kirabolja Rufust, Lilyt és még jó pár igen gazdag befektetőt. |
| Agnes               | Willa Holland         |                | Fiatal modell, aki összebarátkozott Jennyvel és megpróbálták összehozni Jenny saját ruhamárkáját. |
| Cyrus Rose          | Wallace Shawn         | Rudas István   | Eleanor Waldorf férje. |
| Aaron Rose          | John Patrick Amedori  |                | Cyrus Rose fia, Serena egy ideig randizott vele. |
| Jack Bass           | Desmond Harrington    | Viczián Ottó   | Chuck Bass nagybátyja, Blairnek volt egy egyéjszakás kalandja vele. |
| Rachel Carr         | Laura Breckenridge    | Németh Borbála | Az új tanárnő, aki Dannel viszonyba bonyolódik. |
| Olivia Burke        | Hilary Duff           |                | Színésznő, aki a NYU-ra ment tanulni, Dan nem ismerte fel, de később összejöttek. |
| Scott Rosson        | Chris Riggi           | Czető Roland   | Lily és Rufus rég elveszett fia, Lilynek le kellett róla mondania. A harmadik évadban a keresésére indulnak. |

## Évadáttekintés
| Évad | Évad | Epizódok | Eredeti sugárzás     | Eredeti sugárzás   | Magyar sugárzás    | Magyar sugárzás   |
| Évad | Évad | Epizódok | Évadpremier          | Évadfinálé         | Évadpremier        | Évadfinálé        |
| ---- | ---- | -------- | -------------------- | ------------------ | ------------------ | ----------------- |
|      | 1    | 18       | 2007. szeptember 19. | 2008. május 19.    | 2008. október 26.  | 2009. április 19. |
|      | 2    | 25       | 2008. szeptember 1.  | 2009. május 18.    | 2011. február 6.   | 2011. július 31.  |
|      | 3    | 22       | 2009. szeptember 14. | 2010. május 10.    | 2011. augusztus 7. | 2012. január 15.  |
|      | 4    | 22       | 2010. szeptember 13. | 2011. május 16.    | 2013. május 27.    | 2013. június 25.  |
|      | 5    | 24       | 2011. szeptember 26. | 2012. május 14.    | 2015. március 11.  | 2015. április 13. |
|      | 6    | 10       | 2012. október 8.     | 2012. december 17. | 2021. október 26.  |                   |

## Szereplőválogatás
A Gossip Girl kilenc, rendszeresen megszólaló szereplőt mutat be, akiket 2007 februárja és áprilisa között választottak ki a szereplésre. A televíziós adaptációhoz az alkotók kezdetben Serena van der Woodsen, Blair Waldorf, Nate Archibald, Chuck Bass, Dan Humphrey, Jenny Humphrey, Lily van der Woodsen és Rufus Humphrey alakját választották ki. Blake Lively és Leighton Meester volt az első két színésznő, akiket már februárban kiválasztottak Serena Van der Woodsen, illetve Blair Waldorf szerepére.
Ezután Penn Badgleyt Dan Humphrey, Taylor Momsent Jenny Humphrey, Chace Crawfordot Nate Archibald, Kelly Rutherfordot Lily Van der Woodsen, Connor Paolót Eric Van der Woodsen, Florencia Lozanót pedig Eleanor Waldorf szerepét kapta meg. Áprilisban Ed Westwicket választották ki Chuck Bass és Matthew Settle-t Rufus Humphrey szerepére.
2007. május 17-én derült ki, hogy Kristen Bell lesz a narrátor. A forgatókönyvírók sztrájkja alatt csatlakozott a sorozathoz Jessica Szohr, mint visszatérő vendégszereplő, majd 2007 szeptemberében, az évad közepén főszereplő lett, mint Vanessa Abrams. Michelle Trachtenberg vendégszereplő volt Georgina Sparks szerepében, aki az első évad első negatív karaktere volt.